# Hamont-Achel
Hamont-Achel là một đô thị ở tỉnh Limburg. Tại thời điểm ngày 1 tháng 1 năm 2006, Hamont-Achel có tổng dân số 13.770 người. Tổng diện tích là 43,66 km² với mật độ dân số 315 người trên mỗi km². Đô thị này có Brouwerij de Achelse Kluis ở nhà thờ Achel Trappist.